# Ara autocthones
Ara autocthones — вимерлий птах родини папугових.

## Зовнішній вигляд
Відомий винятково за викопними лапками, які орнітолог Олександр Ветмор (англ. Alexander Wetmore) знайшов у 1937 році в пагорбах, утворених кухонними відходами первісної людини, у Конкордії.

## Розповсюдження
Жив на острові Сент-Круа (Американські Віргінські острови).
Вимер, імовірно, у результаті знищення природного середовища проживання або полювання. Однак, ця версія дотепер ще документально не підтверджена.